# Mary Berry
Mary-Rosa Alleyne Berry (Bath, Somerset, 24 de març de 1935) és una escriptora gastronòmica i presentadora de televisió britànica. Ha publicat més de 70 llibres de cuina i ha conduït alguns programes de televisió de la BBC i Thames TV. Des de 2010, és jutgessa en el programa de rebosteria The Great British Bake Off. Fou nomenada comanadora de l'Orde de l'Imperi Britànic al 2012.

## Biografia
Mary Berry va nàixer el 24 de març de 1935 a Bath. És la segona de tres fills. Son, Alleyne W. S. Berry, agrimensor, urbanista i batle de Bath el 1952, estigué involucrat en la fundació de la Universitat de Bath. Als 14 anys, Berry contragué poliomielitis i estigué internada a l'hospital tres mesos. Com a conseqüència, té escoliosi, feblesa a la mà esquerra i té el braç dret és més prim.

## Publicacions
Berry ha publicat més de 70 llibres de cuina. The Hamlyn All Colour Cookbook en fou el primer, publicat al 1970, realitzat en col·laboració amb Ann Bodi i Audrey Ellis.
- Mary Berry's Cook Book (1971)
- Popular Freezer Cookery (1972)
- Popular French Cookery (1972)
- Good Afternoon Cookbook (1976)
- One Pot Cookink (1978)
- Mary Berry's Family Recipes (1979)
- Television Cook Book (1979)
- Glorious Puds (1980)
- Mary Berry's Home Cooking (1980)
- Cooking with Cheese (1980)
- Day by Day Cooking (1981)
- Mary Berry's Main Course (1981)
- New Book of Meat Cookery (1981)
- Recipes from Home and Abroad (1981)
- Fruit Fare (1982)
- Mary Berry's Country Cooking (1982)
- The Perfect Sunday Lunch (1982)
- Crockery Cookery (1983)
- Cooking at Home (1983)
- Food as Presents (1983)
- Mary Berry's Complete Television Cook Book (1983)
- Fast Deserts (1983)
- Family Cooking (1984)
- Iceland Guide to Cooking from Your Freezer (1985)
- Mary Berry's Kitchen Wisdom (1985)
- Feed Your Family the Healthier Way (1985)
- New Freezer Cook Book (1985)
- Cooking for Celebrations (1986)
- Mary Berry's Desserts and Confections (1991)
- Mary Berry's Complete Cook Book (1995)
- Mary Berry's Baking Bible (2009)
- Mary Berry: At Home (2013)

## Reconeixements
Al 2012, Berry fou nomenada comanadora de l'Orde de l'Imperi britànic (CBE), pels seus serveis en les arts culinàries. El juliol de 2012, la Bath Spa University li atorgà un doctorat honoris causa per les seues contribucions a la gastronomia.